# Danilo Innocenti

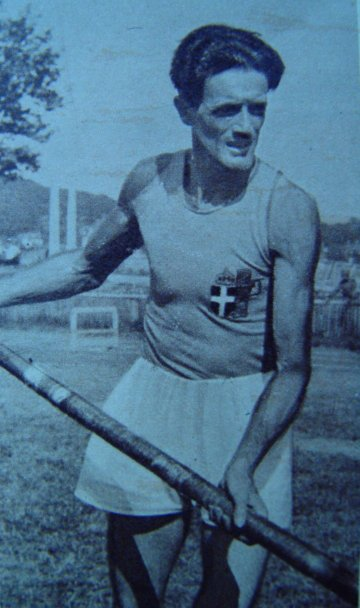
Danilo Innocenti in den 1930ern

Danilo Innocenti (* 27. April 1904 in Sesto Fiorentino; † 26. Mai 1949 in Florenz) war ein italienischer Stabhochspringer.
Bei den Leichtathletik-Europameisterschaften 1934 in Turin und den Olympischen Spielen 1936 in Berlin wurde er jeweils Sechster.
Er wurde zehnmal Italienischer Meister (1927, 1928, 1930–1937). Seine persönliche Bestleistung von 4,01 m stellte er 1936 auf.